# Chai Zemin

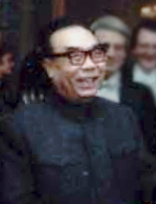
Chai Zemin (1982)

Chai Zemin (chinesisch 柴泽民, Pinyin Chái Zémín, W.-G. Ch’ai Tsê-min; * Oktober 1916 in Wenxi, Shanxi; † 7. Juni 2010) war ein chinesischer Diplomat, der unter anderem zwischen 1979 und 1982 Botschafter in den Vereinigten Staaten war.

## Leben
Chai Zemin war nach Abschluss der Oberschule als Lehrer tätig und begann während der Mandschurei-Krise und des darauf folgenden Zweiten Japanisch-Chinesischen Krieges Mitte der 1930er Jahre sein Engagement in der revolutionären Bewegung als Mitglied der Kommunistischen Partei Chinas (KPCh). Nach Gründung der Volksrepublik China am 1. Oktober 1949 wurde er Regierungsbeamter in Peking und trat 1960 in das Außenministerium der Volksrepublik China ein. Er war zwischen 1961 und 1964 zunächst Botschafter in der Volksrepublik Ungarn sowie im Anschluss von 1964 bis 1970 Botschafter in der Republik Guinea, ehe er zwischen 1970 und 1975 Botschafter in Ägypten war.
Nachdem Thailand und die Volksrepublik China im Dezember 1975 diplomatische Beziehungen aufgenommen hatten, wurde Chai im Januar 1976 erster Botschafter in Thailand. Aufgrund seiner Verdienste um die chinesisch-thailändischen Verdienste wurde ihm der Weiße Elefantenorden verliehen. Er verblieb auf diesem Botschafterposten bis Mai 1978, woraufhin Zhang Weilie seine dortige Nachfolge antrat. Als im Zuge der Reform- und Öffnungspolitik von Deng Xiaoping eine Verbesserung der chinesisch-amerikanischen Beziehungen angestrebt wurde, übernahm er im Sommer 1978 den Posten als Leiter des in Washington, D.C. ansässigen Verbindungsbüros der Volksrepublik China. Als solcher war er einer der Hauptverhandlungspartner bei den darauf folgenden Verhandlungen mit den USA. Nach der Begründung formeller diplomatischer Beziehungen wurde er im März 1979 erster Botschafter in den Vereinigten Staaten. In dieser Funktion war er maßgeblich an der Verbesserung der bilateralen Beziehungen beteiligt, wofür ihm die Michigan State University einen Ehrendoktor der Rechtswissenschaften verlieh. Er verblieb als Botschafter in den USA bis Dezember 1982 und wurde danach von Zhang Wenjin abgelöst.
Nach seiner Rückkehr wurde Chai Zemin 1983 Vize-Direktor der Chinesischen Gesellschaft für Auswärtige Angelegenheiten und leitete zahlreiche Delegationen bei Reisen nach Afrika, Amerika und Europa. Des Weiteren war er für drei Legislaturperioden Mitglied der Politischen Konsultativkonferenz des chinesischen Volkes. Zu Beginn der 1990er Jahre trat er als Vize-Direktor der Chinesischen Gesellschaft für Auswärtige Angelegenheiten zurück und war daraufhin Direktor sowie Berater verschiedener Gesellschaften und Organisationen wie der Gesellschaft für öffentliche Beziehungen, der Gesellschaft für die friedliche Wiedervereinigung Chinas sowie Gelber-Fluss-Gesellschaft für Kultur und wirtschaftliche Entwicklung.